# Parque de Investigación e Innovación Tecnológica de Monterrey
El Parque de Investigación e Innovación Tecnológica de Monterrey o PIIT Monterrey, es un parque tecnológico y científico ubicado en el municipio de Apodaca, Nuevo León, México que tiene por objeto «impulsar la investigación tecnológica y la transferencia de tecnología entre el sector académico y el sector empresarial». Fue construido, a instancia del gobierno federal mexicano, a través del Consejo Nacional de Ciencia y Tecnología; el gobierno del Estado de Nuevo León; tres universidades: Universidad Autónoma de Nuevo León, Instituto Tecnológico y de Estudios Superiores de Monterrey y la Universidad de Monterrey y la iniciativa privada. Fue inaugurado el 24 de septiembre de 2009 y sigue en crecimiento. 

## Historia
El parque fue proyectado, como parte del programa «Monterrey Ciudad Internacional del Conocimiento» que pretende dotar a tal ciudad, de la infraestructura necesaria para su desarrollo económico a través de la innovación científica y tecnológica. Para llevar a cabo tal objetivo, se tomó el modelo de triple hélice, a fin de incorporar al proyecto a la iniciativa privada, los gobiernos estatal y federal y las universidades de Monterrey. Tal acuerdo se concretó, mediante la firma de convenio, el 20 de junio de 2005, por parte de los rectores de las Universidades y el gobernador del estado José Natividad González Parás. Fue inaugurado oficialmente el 24 de septiembre de 2009.
En 2012, se anunció que el Parque de Investigación e Innovación Tecnológica de Monterrey, sería la base para otro proyecto más amplio denominado «Ciudad Innova» que dotaría de más infraestructura de vivienda y educación los alrededores del parque, en una extensión de 2,000 hectáreas. que comenzó a construirse el 21 de septiembre de 2012.
El 6 de diciembre de 2012, el presidente Enrique Peña Nieto, inauguró cinco nuevos centros de investigación, como parte de las aplicaciones al Parque.
Hasta junio de 2016 el PIIT cuenta con una inversión acumulada de 600 millones de dólares, una superficie construida de 110 hectáreas, 35 centros de innovación y 1,000 científicos trabajando en él.

## Estructura
El Parque de Investigación e Innovación Tecnológica de Monterrey busca desarrollar la ciencia y la tecnología con énfasis en las siguientes áreas:
- Biotecnología
- Mecatrónica
- Materiales Avanzados
- Nanotecnología
- Tecnologías de la Información y Comunicaciones
- Salud

## Residentes
El PIIT cuenta con 35 centros de innovación e investigación pertenecientes a CONACYT, a las tres universidades locales de Monterrey y a la iniciativa privada, dichos centros son los siguientes:

### CONACYT
- Centro de Ingeniería y Desarrollo Industrial (CIDESI)
- Centro de Investigación en Materiales Avanzados (CIMAV)
- Centro de Investigación en Alimentación y Desarrollo (CIAD)
- Centro de Investigación Científica y de Educación Superior de Ensenada (CICESE)

### Universidad Autónoma de Nuevo León
- Centro de Innovación, Investigación y desarrollo en Ingeniería y Tecnología.

### Instituto Tecnológico y de Estudios Superiores de Monterrey
- Centro de Materiales Avanzados
- Centro de Cyber-seguridad
- Utility Data Center

### Universidad de Monterrey
- Centro de Empaquetotecnia Avanzada (En colaboración con la Universidad de Míchigan.)

### Otras instituciones e iniciativa privada
- Centro Global de Innovación en Horneados y Nutrición de PEPSICO
- Incubadora de Biotecnología
- Centro Global de Innovación y Emprendimiento (Universidad de Texas en Austin)
- Centro de Investigación y Asistencia en Tecnología y Diseño del Estado de Jalisco
- Centro Integral de Desarrollo Tecnológico del Mueble.
- Centro de Innovación y Desarrollo de Ventajas Competitivas. (Proeza)
- Centro de Investigación y Estudios Avanzados del IPN Unidad Monterrey.
- Centro de Investigación, Desarrollo Tecnológico e Innovación de COPAMEX
- Centro de Investigación en Química Aplicada (CIQA)
- Instituto del Agua del Estado de Nuevo León.
- Instituto de Investigaciones Eléctricas Campus Monterrey.
- Instituto Mexicano de Innovación y Tecnología en Plásticos y Hule.
- KATCON Instituto para la Innovación y Tecnología (Katcon Global).
- Laboratorio Nacional de Informática Avanzada.
- Centro de Ingeniería y Diseño (Motorola).
- Monterrey IT Cluster.
- Incubadora de Nanotecnología
- Centro de Investigación Aplicada (PROLEC)
- Polo Universitario de Tecnología (UNAM)
- Centro de Innovación y Desarrollo Tecnológico (Qualtia Alimentos)
- Centro de Tecnología SIGMA Alimentos (SIGMA)
- Centro de Tecnología Aplicada (Grupo Xignux y Viakable)
- Centro de Desarrollo e Innovación Monterrey (Schneider Electric)

## Clusters
Cluster de Nanotecnología